# Funck, Schaffert und Grewel
Der Erfurter Kriminalhauptkommissar Henry Funck, gespielt von Friedrich Mücke, der Kriminaloberkommissar Maik Schaffert, gespielt von Benjamin Kramme, sowie die Polizeipraktikantin Johanna Grewel, gespielt von Alina Levshin, sind fiktive Personen aus der ARD-Krimireihe Tatort. Der Mitteldeutsche Rundfunk (MDR) drehte insgesamt zwei Folgen, die in den Jahren 2013 und 2014 ausgestrahlt wurden.

## Hintergrund
Der MDR kündigte Anfang 2012 an, ein neues Ermittlerteam in Thüringen zu etablieren. Thüringen war bis dahin das einzige deutsche Bundesland ohne Tatort- oder Polizeiruf-110-Team. Zur Entwicklung von Konzepten für das neue Team startete der MDR eine Internet-Ausschreibung für Produktionsunternehmen, die sich mit ihren Ideen präsentieren konnten. Aus über 100 Ideen zu Ort und Konzept des neuen Tatort-Teams wurde schließlich das Konzept der in Köln und München ansässigen Produktionsgesellschaft FFP New Media und von Regisseur und Autor Thomas Bohn gewählt. Im Juni 2012 wurde die Teamzusammensetzung und der Ort der Öffentlichkeit bekannt gegeben. Im Januar 2015 stellte der MDR die Tatort-Reihe ein. Eine geplante dritte Folge wurde nicht mehr produziert.
Ermittlungs- und Drehorte waren Erfurt und Umgebung. Es handelte sich um das altersmäßig jüngste Ermittlerteam in der Tatort-Geschichte.

## Figuren

### Henry Funck
Der 1976 in Ost-Berlin geborene Kriminalhauptkommissar Henry Funck, gespielt von Friedrich Mücke, ließ sich nach seinem Abitur von der Bundeswehr einziehen. Er verbrachte sechs Jahre dort und bewarb sich anschließend vergebens beim Militärischen Abschirmdienst (MAD). 1997 wurde er schließlich Polizeischüler für den gehobenen Dienst in Erfurt. 2010 übernahm er das Amt des Chefs in der Abteilung der K1 in Erfurt.
Funck lebt zurückgezogen als alleinerziehender Vater mit seiner Tochter Claire. In seine verheiratete Nachbarin ist er heimlich verliebt.

### Maik Schaffert
Kriminaloberkommissar Maik Schaffert, gespielt von Benjamin Kramme, ist von klein auf heimatverbunden und Fan des FC Rot-Weiß Erfurt. Schaffert war im April 2002 Schüler auf dem Gutenberg-Gymnasium, als dort ein Amoklauf verübt wurde. Der Täter war Schafferts Mitschüler und er kannte daher die zu Tode gekommenen Lehrer und Mitschüler. Durch dieses für ihn prägende Ereignis wurde er ziemlich zurückhaltend. Zum gehobenen Polizeidienst bei der Polizeidirektion (kurz: PD) in Erfurt kam er im Folgejahr 2003. Seit 2012 ist er Kriminaloberkommissar und arbeitet mit dem Kriminalhauptkommissar Henry Funck zusammen. Auf der Arbeit trinkt er gerne Energydrinks, der Kühlschrankinhalt im Büro von Funck und Schaffert besteht ausschließlich aus diesen Getränken.

### Johanna Grewel

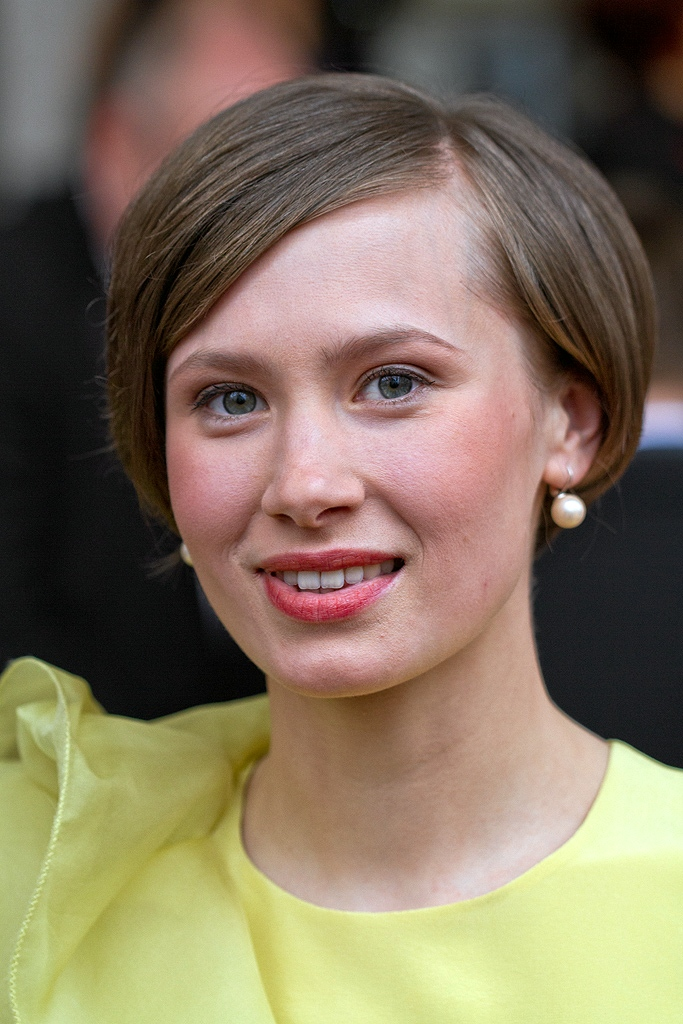
Alina Levshin spielte Johanna Grewel

Die am 10. September 1984 geborene Polizeidienst-Praktikantin Johanna Grewel, gespielt von Alina Levshin, begeistert sich seit ihrer Kindheit für Verbrechen. Sie las Kriminalromane, besuchte Kriminalmuseen, Gefängnisse und historische Hinrichtungsstätten. Grewel ist daher mit den meisten Verbrechen aus der Neuzeit vertraut.
Im Jahr 2004 begann sie ein Studium der Rechtswissenschaften in Berlin. Im Anschluss daran studierte sie Kriminologie und Polizeiwissenschaft mit Master-Abschluss. Anfang des Jahres 2013 legte Grewel das zweite Staatsexamen ab. Sie möchte gerne Staatsanwältin werden. Um ihren Polizeikollegen das Leben in der Zukunft etwas leichter zu machen, absolviert sie ein Praktikum bei der Polizei und unterstützt Funck und Schaffert.

### Weitere Figuren
- Kriminaldirektorin Petra Fritzenberger, Darstellerin: Kirsten Block

## Kritiken
Der Spiegel fasst die Kritiken anderer Zeitungen zusammen und schreibt unter anderem: „Anstatt seine eigenen Redakteure mit der Entwicklung zu betrauen, startete der Sender eine Ausschreibung für Produzenten. Dass aus angeblich rund hundert Einreichungen schließlich das Konzept des TV-Veteranen Thomas Bohn (unter anderem verantwortlich für den Hamburger ‚Tatort‘ mit Robert Atzorn) ausgewählt wurde, sorgte für reichlich Hohn in der Fernsehbranche. So könne die dringend nötige Erneuerung nun wirklich nicht gelingen.“
Bei der Süddeutschen Zeitung urteilt man ähnlich: „Mit den jungen Schauspielern wollte man eigentlich neue Zuschauergruppen gewinnen. Doch insbesondere die im Dezember gezeigte Episode ‚Der Maulwurf‘ kam nicht gut an. Die Dialoge wirkten für viele Zuschauer aufgesetzt.“

## Folgen
| Fall | Titel        | Erstausstrahlung | Folge | Autor                         | Regie            | Besonderheiten |
| ---- | ------------ | ---------------- | ----- | ----------------------------- | ---------------- | -------------- |
| 1    | Kalter Engel | 3. Nov. 2013     | 885   | Thomas Bohn                   | Thomas Bohn      |                |
| 2    | Der Maulwurf | 21. Dez. 2014    | 926   | Michael B. Müller, Leo P. Ard | Johannes Grieser |                |